# Shrink
Shrink es una película independiente estadounidense de 2009 sobre un psicólogo que trata a los miembros de la industria del entretenimiento en Los Ángeles, California. Está protagonizada por un elenco encabezado por Kevin Spacey como el Dr. Henry Carter. El rodaje tuvo lugar en Los Ángeles bajo la dirección de Jonas Pate utilizando un guion escrito por Thomas Moffett. La película se estrenó en el Festival de Cine de Sundance de 2009. La película también incluye música de Jackson Browne.

## Argumento
La historia tiene lugar en Hollywood, y gira en torno a Dr. Henry Carter (Kevin Spacey). La mayoría de los pacientes de Carter son estrellas de la industria del cine, cada uno sometido a su propia crisis de la vida. Carter vive en una casa grande, de lujo con vistas a la colinas de Hollywood, y ha publicado un libro de autoayuda de gran éxito. Sin embargo, Carter es desaliñado, y se le ve con frecuencia solo en su gran casa. Allí fuma marihuana, también en su coche, y detrás de su oficina cuando no ve a los pacientes. Carter bebe habitualmente para dormir alrededor de su casa, paseando en su ropa. Nunca entra en su dormitorio.
A pesar de sus propios problemas, Carter continúa psicoterapia con sus pacientes, manteniendo su agudeza, la compasión, y fuertes relaciones médico-paciente.
Gran parte del elenco son pacientes de Carter. Patrick (Dallas Roberts) es un fuerte agente de talento que padece tanto de narcisismo como de angustia, con una fobia a los gérmenes. Seamus (Jack Huston) es un actor adicto a diversas drogas además del alcohol, y uno de los mayores clientes de Patrick; Seamus no es uno de los pacientes de Carter, pero comparten un traficante de drogas llamado Jesús (Jesse Plemons). Jack (Robin Williams) es otra celebridad popular con un problema con la bebida, del que él está en la negación. Y continúa la terapia, sin embargo, porque él cree que tiene una adicción al sexo. Kate (Saffron Burrows) es una actriz de unos treinta años, que es inteligente, compasiva y serena, pero se enfrenta a un menor número de oportunidades de carrera a causa de la noción de Patrick que su edad es una limitación. Su esposo es una estrella de rock, que ella dice "no siempre fue así" es egocéntrico y me engaña.
El más nuevo paciente de Carter es Jemma (Keke Palmer), una estudiante de secundaria con problemas, requiere ver a un terapeuta por su escuela después de cortarse las mano con un espejo roto. Jemma se ha referido a Carter por su padre como un caso pro bono, porque al igual que la esposa de Carter, la madre de Jemma se suicidó. Jemma es una cinéfila empedernida, que aspira a convertirse en directora de cine.
Carter tiene pocos amigos. Él pasa tiempo con Jesús, su distribuidor de marihuana. Carter también socializa con Jeremy (Mark Webber). Jeremy y Carter están vagamente relacionados a través de la difunta esposa de Carter, cuya madre era la madrina de Jeremy. Jeremy es un guionista joven que lucha. Él encuentra un interés romántico de Patrick la asistente Daisy (Pell James). Jeremy también obtiene inspiración creativa de Jemma.
Jeremy roba secretamente el archivo privado de Jemma de la oficina de Carter. Persigue un platónico interés por ella. Escribe su guion sobre Jemma, y con la ayuda de la margarita, Jeremy tiene éxito en ganar el interés de Patrick en el guion.
Carter sufre una descompostura en un programa de televisión en directo, alarma al anfitrión (Gore Vidal) y los espectadores cuando afirma públicamente por primera vez que su esposa se suicidó. Denuncia su exitoso libro como "una mierda" y él mismo como un fraude. Jemma, Daisy, y Jeremy se ven reaccionar al estallido en el aire de Carter. Carter decide dejar de tratar a Jemma, a pesar de que acababa de comenzar ayudando Jemma llegado finalmente a un acuerdo con el suicidio de su madre.
Jemma descubre el guion y se siente traicionado por Jeremy; Carter ataca furiosamente Jeremy por su engaño. Sin embargo, Carter acepta su responsabilidad profesional en la situación, que sin saberlo lo permitió. Más tarde, Carter y Jeremy son misteriosamente invitados a una reunión en la oficina de Patrick. Patrick los hace sentarse en una sala de conferencias, donde Jemma ya está esperando. Para su sorpresa, Jemma ahora aprueba el guion de Jeremy. Patrick anuncia que estará representando a Jemma al hacer el guion de Jeremy en una película.
Carter, de haber dispuesto de su oferta de drogas, se acerca a Kate en su casa. Él le dice que no quiere volver a verla "... profesionalmente", implicando su interés en verla románticamente. Ella sonríe.
Más tarde, por la noche, Carter entra en su dormitorio, en pijama. Momentáneamente se refiere a su (ex) cama matrimonial, antes de subir a ella y apagar la luz, con lo que la película termina en un fundido en negro.

## Reparto
- Kevin Spacey como el Dr. Henry Carter
- Saffron Burrows como Kate Amberson.
- Keke Palmer como Jemma.
- Mark Webber como Jeremy.
- Jack Huston como Shamus.
- Robert Loggia como el Dr. Robert Carter, el padre de Henry
- Pell James como Daisy.
- Jesse Plemons como Jesús, distribuidor olla de Carter.
- Dallas Roberts como Patrick.
- Laura Ramsey como Kiera.
- Ashley Greene como Missy.
- Gore Vidal como George Charles.
- Griffin Dunne aparece sin estar acreditado.
- Robin Williams como Jack Holden (no acreditado).